# Jérôme le Maire
Pour les articles homonymes, voir Jérôme Le Maire et Le Maire.
 (février 2024).
Si vous disposez d'ouvrages ou d'articles de référence ou si vous connaissez des sites web de qualité traitant du thème abordé ici, merci de compléter l'article en donnant les références utiles à sa vérifiabilité et en les liant à la section « Notes et références ».
 (avril 2015).
Jérôme le Maire est un réalisateur belge né à Liège en 1969.

## Biographie
Jérôme le Maire fait ses études à l'Institut des arts de diffusion (Louvain-la-Neuve, Belgique), d'où il sort en 1995.
Il a réalisé deux courts métrages, Meilleurs Vœux (avec Vincent Lannoo) et Salutations distinguées, sélectionné dans différents festivals européens dont celui d'Angers.
En 1997, il tient un rôle dans Strass, premier long métrage de Vincent Lannoo et en 1999, réalise 8 épisodes du docu-soap Le Belge Été diffusé tout cet été-là sur Canal+.
En 2001, il écrit et réalise Volter ne m'intéresse pas, documentaire long métrage sur l'histoire du célèbre comédien du même nom et qui est aussi metteur en scène. L'année suivante, il réalise un documentaire de 60 min intitulé Un jour, une vie. Sur le modèle de son film précédent, il tisse le destin peu commun que lui conte un homme simple de 80 ans, qui veut enfin sortir du mutisme dans lequel il était entré vis-à-vis des siens au retour de la Seconde Guerre mondiale qu'il avait passée à construire des bombes en Allemagne dans un camp de travail. Cet homme n'était ni juif ni prisonnier, il était là par un mauvais concours de circonstance que le film finit par élucider.
En 2003, Jérôme le Maire s'en va vivre avec sa femme et ses deux enfants dans une petite palmeraie isolée au sud du Maroc. Durant plus de deux ans, il y tournera Où est l'amour dans la palmeraie ? (2006), un documentaire long métrage (88 min et 52 min), produit par Iota Production. Il s'agit de sa vision d'immigré européen un peu perdu au bled et qui, avec une bonne dose d'aplomb, un soupçon de naïveté mais surtout avec franchise et de façon directe, s'en va tout simplement questionner ses amis ses voisins sur l'amour. Ou est l'amour dans la palmeraie ? est sorti en 2006 et a par ailleurs été sélectionné dans plus d'une trentaine de festivals dont les plus renommés sont Vision du Réel à Nyon, Rencontres Internationales du Documentaire à Montréal, Festival du film Méditerranéen à Bruxelles, Dokfestival à Munich, Parnü Intl film fstivale en Estonie, Festival Intl du Doc en Afrique du Sud, Fidodoc à Agadir... Ce film a été diffusé sur la RTBF (télévision belge), BeTV (Canal+ Belgique), Arte, TSR (Télévision suisse romande)[réf. nécessaire]...
En 2011, Jérôme le Maire réalise Le Grand'Tour, un film de long métrage de fiction produit par La Parti Production (Belgique), et Silex Films (France), coécrit avec Vincent Solheid et Benjamine De Cloedt. Ce film raconte de façon assez singulière l'épopée d'une bande de dix quadragénaires ayant décidé de partir faire la fête un week-end et n'en revenant que six mois plus tard, et encore pas tous. Ce film a été sélectionné au Festival international du film de Rotterdam, au Festival de Cannes (ACID), au Festival international du film francophone de Namur, au Festival du Film Européen de Miami, ... ainsi que dans une vingtaine d'autres festival[réf. nécessaire].Il est sorti en Belgique sous forme d'une tournée (Le Grand'Tour On Tour qui a duré d'octobre à décembre 2011). Il a aussi remporté l'Amphore d'Or au Festival du Film Grolandais à Toulouse en 2012[réf. nécessaire]. Le Grand'Tour a été distribué en France par Mona Films en 2013.
En 2012, Jérôme le Maire écrit et réalise le long métrage documentaire intitulé Le Thé ou l’Électricité (93 min, produit par Iota Production et KFilms). Ce film conte l'arrivée de l'électricité dans un petit village isolé du Haut Atlas Marocain, a été sélectionné dans un grand nombre de festivals internationaux dont entre autres : Vison du réel (Nyon), RIDM (Montréal), Silverdocs (Washington), FIFF (Namur), Message to Man (St Petersbourg), Cinemed (Montpellier), Taïwan Intl Film Festival, Dok Leipzig, … Le Thé ou l’Électricité a été primé : Grand Prix et Prix du Jury au FIDADOC (Agadir), Grand Prix à Dokufest (Kosovo), Best Film On Indigenous People au Parnü Film Festival (Estonie), Prix du Meilleur Documentaire de la Scam, Grand Prix au XVI Sardinia International Ethnographic Film Festival, Prix Eden au Festival des Lumières d’Afriques (Besançon), Magritte du Meilleur Documentaire 2013, Grand Prix au Festival International du Cinéma d’Amal, Espagne, Grand Prix au Festival d’Autrans (Fr), … Ce film a en outre été nommé par la chaîne 2M (Maroc) aux 2012 AIBs, international Awards for factual TV. Il a aussi été nommé aux European Academy Awards, meilleur documentaire.
Fin 2016, Jérôme le Maire a sorti le long métrage documentaire Burning Out - Dans le ventre de l’hôpital, film sur l’épuisement professionnel, qui a remporté le Magritte 2018 du meilleur long-métrage documentaire à Bruxelles, ainsi que le prix du meilleur documentaire belge au Festival Docville à Leuven. Le film a aussi été sélectionné dans une quinzaine de festivals internationaux dont les plus renommés sont : IDFA (Amsterdam, Hollande), FIPA (Biarritz, France), CPH :DOX (Copenhague, Danemark), Vision du Réel (Nyon, Suisse), Magnificent 7 (Belgrade, Serbie),… Ce film est une co-production belgo-franco-suisse[réf. nécessaire].

## Filmographie

### Cinéma
- 1993 : Meilleurs Vœux (court métrage co-réalisé avec Vincent Lannoo)
- 1994 : Salutations distinguées (court métrage)
- 1999 : Sous-sols (court métrage)
- 2000 : Les Brigands (court métrage)
- 2001 : Volter ne m'intéresse pas - docu - 52 min
- 2002 : Un jour, une vie - docu - 63 min[2]
- 2007 : Où est l'amour dans la palmeraie ? - docu - 63 min[3]
- 2011 : Le Grand'Tour - fiction - 105 min[4]
- 2012 : Le Thé ou l'Électricité - docu - 84 min
- 2017 : Burning Out - Dans le ventre de l'hôpital - docu - 85 min

### Télévision
- 1994 : Meilleurs Vœux, fiction - 8 min (coréalisé avec V. Lannoo)
- 1994 : Le belge été, docu - 8 x 26 min

### Prix et récompenses
- Le Thé ou l'Électricité 
  - Magritte 2013 du meilleur long-métrage documentaire Les Magritte du cinéma, Bruxelles (Belgique)
  - Grand prix Festival FIDADOC, Agadir,
  - Prix du public Festival FIDADOC, Agadir,
  - FIFOG d'Or Festival Intl du Film Oriental, Genève, Swiss
  - Grand prix Dokufest, Kosovo
  - Best film on indigenious people Parnu Film Festival, Estonie
  - Prix du meilleur film tourné et produit dans un pays de la Méditerranée XVI Sardinia International Ethnographic Film Festival, ( SIEFF) Sardaigne,Italie
  - Best film award Message to man Film Festival, St Petrsbourg, Russia
  - Prix du meilleur long-métrage documentaire Festival International du Cinéma Euro Arabe d’Amal, St Jacques de Compostelle, Espagne
  - Prix Eden du documentaire Festival Lumières d’Afrique
  - Prix du meilleur documentaire de la Scam
  - Grand prix du Festival d’Autrans
  - Gentiane d'or Trento Film Festival, Italie
  - Prix spécial du jury Festival Primed, Marseille
  - Mention spéciale de la Scam (Paris)          
  - Premier Prix Meilleur Documentaire XIX Film Festival Della Lessinia, Italie
  - Grand Prix Documentaire Jade Kunlun Awards, China
  - Premi Fedme Del Jurat Festival BBVA de Cinema, Torello, Spain
  - Best Culture and Nature Film Bilbao Film Festival, Spain

- Le Grand'Tour
  - Amphore d'Or FIFIGRO (Festival International du Film Grolandais), Toulouse, France

- BURNING OUT
  - Magritte 2018 du meilleur long-métrage documentaire Les Magritte du cinéma, Bruxelles (Belgique)
  - Best Documentary Docville, Leuven, Belgique

### Nominations
Nommé aux European film Award Best Documentary THE OU ELECTRICITE
Nommé aux 2012 AIBs, international awards for factual TV THE OU ELECTRICITE
Nommé aux European film Award Best Documentary BURNING OUT  